# Hans Siegenthaler
Hans Siegenthaler (5 de fevereiro de 1923) é um ex-futebolista suíço que atuava como atacante.

## Carreira
Hans Siegenthaler fez parte do elenco da Seleção Suíça de Futebol, na Copa do Mundo de 1950 no Brasil.